# Щитно (гміна)
Гмі́на Щи́тно (пол. Gmina Szczytno) — сільська гміна у північній Польщі. Належить до Щиценського повіту Вармінсько-Мазурського воєводства.
Станом на 31 грудня 2011 у гміні проживало 11888 осіб.

## Територія
Згідно з даними за 2007 рік площа гміни становила 347.26 км², у тому числі:
- орні землі: 36.00%
- ліси: 48.00%

Таким чином, площа гміни становить 17.96% площі повіту.

## Населення
Станом на 31 грудня 2011:
| Опис     | Загалом | Загалом | Чоловіки | Чоловіки | Жінки | Жінки |
| -------- | ------- | ------- | -------- | -------- | ----- | ----- |
| одиниця  | осіб    | %       | осіб     | %        | осіб  | %     |
| все      | 11888   | 100     | 6010     | 50.56    | 5878  | 49.44 |
| міське   | 0       | 100     | 0        |          | 0     |       |
| сільське | 11888   | 100     | 6010     | 50.56    | 5878  | 49.44 |

## Сусідні гміни
Гміна Щитно межує з такими гмінами: Дзьвежути, Єдвабно, Пасим, Розоґі, Свентайно, Щитно.